# カルミア (豊橋駅ビル)

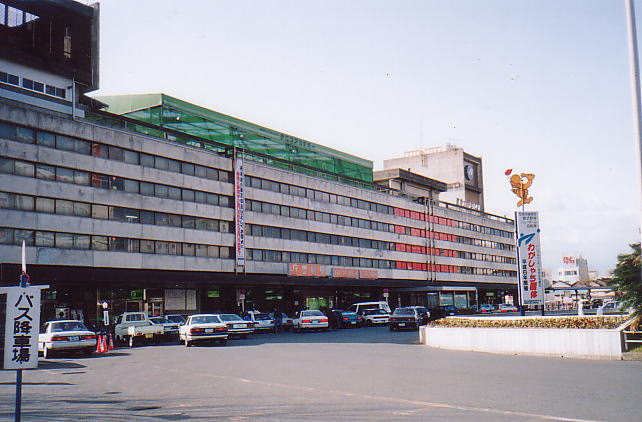
設立・開業時の豊橋ステーションビル（1970年（昭和45年）改築の5代目駅舎）（1992年（平成4年）撮影）

カルミア（Kalmia）は、愛知県豊橋市にあるJR豊橋駅に接続した駅ビルである。

## 概要
地下1階地上4階からなるショッピング・ビルである。またホテルアソシア豊橋とも隣接している。
「カルミア（Kalmia）」とはツツジ科カルミア属のことであり、豊橋市の市花がツツジであることから名付けられた。
運営は東海旅客鉄道（JR東海）の子会社（連結子会社）である「豊橋ステーションビル株式会社」が行っている。

## 前身
- 1950年（昭和25年）3月 - 民衆駅第1号として開業、市民出資による豊栄百貨店（現在の豊栄ビル）が駅舎の2階に開店した。

## 沿革
- 1969年（昭和44年）2月 - 豊橋ステーションビル株式会社設立。
- 1970年（昭和45年）7月1日 -「豊橋ステーションビル」として営業開始。
- 1997年（平成9年）3月9日 - 改築[3]。店舗名称を「カルミア」として、増床リニューアルオープン[3]。これにより、延床面積と店舗面積が従来のほぼ2倍になる[3]。
- 2004年（平成16年）3月19日 - 食料品売場を地下1階から自由通路階（2階北館）へ移転。無印良品、マツモトキヨシ、アニメイトなどの大型店誘致。
- 2008年（平成20年）3月〜4月 - 南口自由通路開通に伴い、一部店舗が移転。
- 2015年（平成27年）12月 - 豊橋駅南口広場に別棟を開発（タリーズコーヒー）。
- 2017年（平成29年）8月〜12月 - 駅在来線改札内に店舗を開発し、成城石井・MINiPLAを誘致。あわせてフードコートを設置し、PRONTOが出店するとともに、従来からあった駅そば店の壺屋も移設される。
- 2020年（令和2年）3月〜7月 - 「豊橋ステーションビル」から通算して開業50周年を迎えるにあたり、改装工事を実施[4]。7月15日にリニューアルオープン[5]。

## フロア

### 現在のフロア
1997年（平成9年）の改築以後は地下1階、地上4階で構成されている。
地下1階：ライフ&バラエティ
主な店舗：アニメイト、マツモトキヨシ、むらたのたこやき
1階：レストラン
主な店舗：和幸、三河開化亭、そじ坊、タリーズコーヒー
2階北館：フード&サービス（生鮮食料品等）
主な店舗：成城石井、お亀堂、京樽、グリーン・グルメ、とんかつ新宿さぼてん、サンジェルマン、ビアードパパ、ゴンチャ
2階南館：デイリー&ギフト
主な店舗：GIFT KIOSK、ヤマサちくわ、ボンとらや、ゴンチャロフ、GODIVA、両口屋是清
2階南口通路
主な店舗：靴修理、スペアキー、予備校（アクシブアカデミー）、立ち食いそば店（壺屋：駅コンコースからも利用可能）
2階：ATMコーナー
- 北側：三菱UFJ銀行、豊橋信用金庫、蒲郡信用金庫、セブン銀行
- 南側：大垣共立銀行、セブン銀行

3階：ファッション&グッズ
主な店舗：Seria、キクチメガネ、ニトリデコホーム、KOMEHYO　　
4階：ファッション&カルチャー
主な店舗：earth music＆ecology、ハニーズ、ライトオン、無印良品、豊川堂、イーオン、ABCクッキングスタジオ

### 開業当時のフロア
1970年（昭和45年）の開業当時は地下1階地上3階で構成され、1階部分は半分以上が改札、切符売り場、コンコース等の豊橋駅の設備であった。
本項目「カルミア」開業以前のフロア構成についてはこちらに記す。
地下1階
生鮮食料品、レストラン、ギフト等
1階
- 南側：国鉄（→JR東海）豊橋駅コンコース
- 北側：ギフト等

2階
主にファッション（衣料品等）
3階
主にカルチャー（書籍、文具、玩具等）、駅ビル大食堂（のちに廃止）
屋上階
当初は子供向け遊園地として機能していたとされるが暫時閉鎖、後改築直前までテニスアカデミーとなっていた。

## 隣接の鉄道駅
- 豊橋駅：JR、名鉄
- 新豊橋駅：豊橋鉄道渥美線
- 駅前停留場：豊橋鉄道東田本線（路面電車）

## 駐車場・駐輪場
- 豊橋駅ビル駐車場：216台分駐車可能
- 豊橋駅西口駐車場
- 契約駐車場：駅前大通り第1・第2公共駐車場、もぐらパーク西
- 契約駐輪場：豊橋東口自転車駐輪場、豊橋西口自転車駐輪場